# Побачення на Чумацькому шляху
«Побачення на Чумацькому шляху» — радянський художній фільм 1985 року, знятий на Ризькій кіностудії режисером Янісом Стрейчем.

## Сюжет
«Про жінку на війні, про фронтових друзів, про любов тоді» — за сценарієм Інгріди Соколової, заснованому за її однойменною повістю — частково автобіографічною — присвяченій пам'яті її чоловіка Михайла Соколова. Повість опублікована в перекладі на російську мову в 1987 році.
1944 рік. Велика Вітчизняна війна. Військовий перекладач, спецпропагандисти політуправління фронту Астра Леїня отримує дозвіл служити у тій же дивізії, в якій воює її наречений. Вона не бачилася з ним три роки. Розлучаючись, вони домовилися кожну північ дивитися на Чумацький шлях і подумки зустрічатися. І тепер вона пробирається уздовж лінії фронту в частину коханого — пішки і на попутних машинах, наражаючись на смертельну небезпеку, стаючи свідком драматичних подій війни …
Своєрідним продовженням фільму можна вважати наступний фільм Яніса Стрейча, теж за автобіографічним сценарієм Інгріди Соколової: «Пісня, що наводить жах».

## У ролях
- Інара Слуцька — Астра
- Ніна Ільїна — Аня
- Олена Скороходова — Таня
- Олена Казарінова — Валя
- Наталія Заболотна — Соня
- Анатолій Лук'яненко — Борис
- Ігор Чернявський — Нестеренко
- Бессаріон Хідашелі — Манаргія
- Манана Цховребова — військовий лікар
- Едда Урусова — господиня будинку
- Леонідс Грабовскіс — Гюнтер
- Олександр Бєліна — Іван
- Людмила Зверховська — регулювальниця
- Володимир Шпудейко — шофер
- Євген Пашин — шофер
- Віра Саранова — дівчина на переправі
- Галина Ковганич — Галина
- Тоомас Урб — Юко
- Анатолій Барчук — майор
- Юрій Нездименко — ад'ютант
- Віктор Маляревич — солдат
- Олександр Мілютін — солдат
- Віктор Панченко — солдат
- Микола Олійник — поранений солдат
- Ріхард Рудакс — німець-музикант
- Імантс Кренбергс — німець
- Володимир Олексієнко — старий
- Наталія Гебдовська — стара

## Знімальна група
- Режисер — Яніс Стрейч
- Сценарист — Інгріда Соколова
- Оператор — Валдіс Еглітіс
- Композитор — Мартіньш Браунс
- Художник — Віктор Шильдкнехт